# Trichocercocera ptecticoides
Trichocercocera ptecticoides är en tvåvingeart som beskrevs av Lindner 1928. Trichocercocera ptecticoides ingår i släktet Trichocercocera och familjen vapenflugor. Inga underarter finns listade i Catalogue of Life.